# Bala Cynwyd
Bala Cynwyd est une localité non incorporée du sud-est de la Pennsylvanie, aux États-Unis.

## Personnalités
- Mirah, chanteuse, y a passé son enfance ;
- John B. Stetson, créateur du chapeau du même nom dit « chapeau de cowboy », est enterré au West Laurel Hill Cemetery ;
- John Ernst Worrell Keely (1837-1898), inventeur américain, y est enterré.

## Éducation

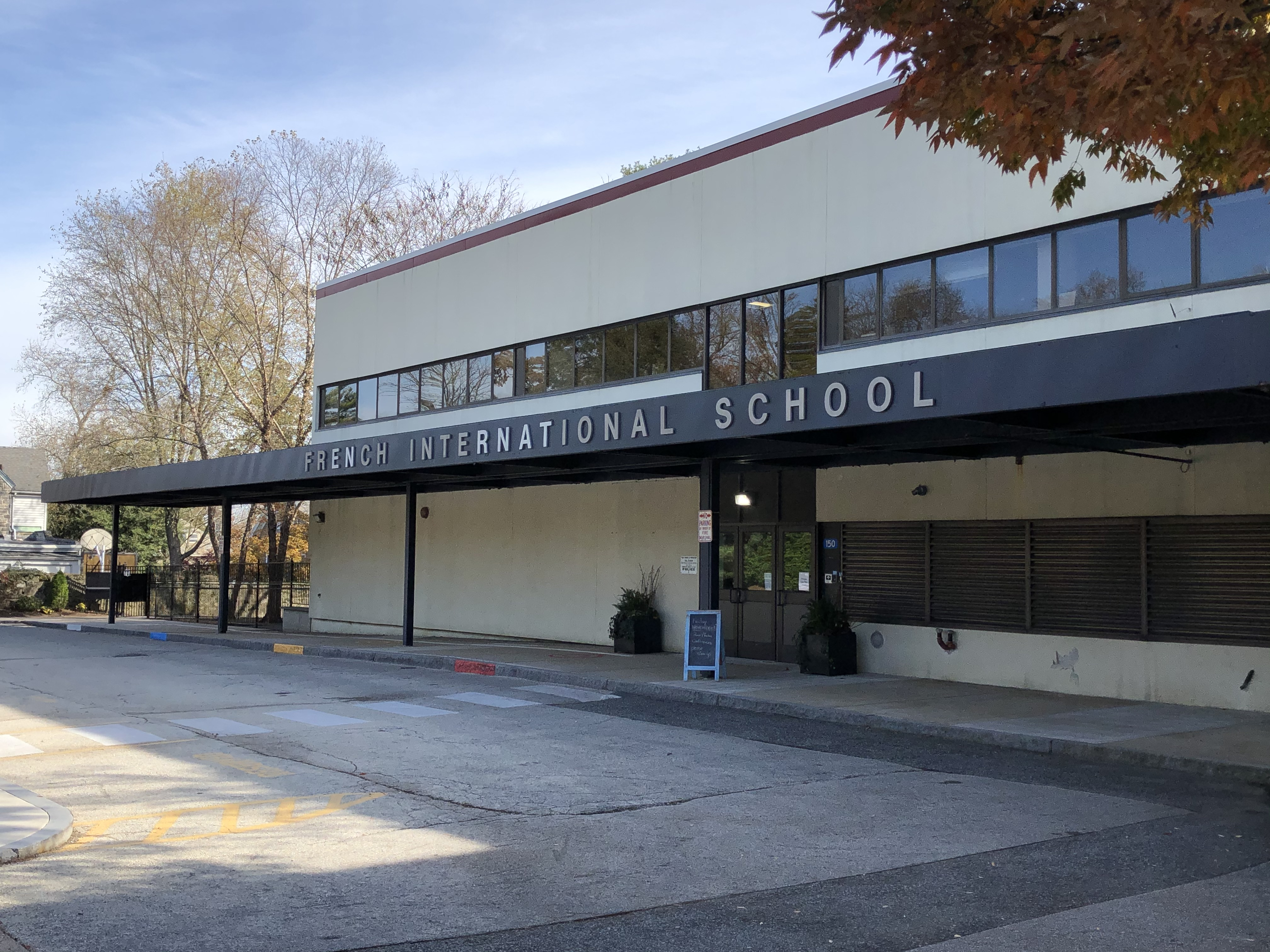
École française internationale de Philadelphie

L'École française internationale de Philadelphie se situe dans cette localité.